# Platyptilia humida
Platyptilia humida là một loài bướm đêm thuộc họ Pterophoridae. Loài này có ở Kenya.